# Surface & Coatings Technology
Surface & Coatings Technology (ook Surface and Coatings Technology) is een internationaal, aan collegiale toetsing onderworpen wetenschappelijk tijdschrift op het gebied van de natuurkunde. De naam wordt in literatuurverwijzingen meestal afgekort tot Surf. Coat. Technol.
Het wordt uitgegeven door Elsevier en verschijnt tweemaandelijks.
Het eerste nummer verscheen in 1986.